# Canton de Varades
Le canton de Varades était une circonscription électorale française, située dans le département de la Loire-Atlantique (région Pays de la Loire).

## Histoire
De 1833 à 1848, les cantons de Saint-Mars-la-Jaille et de Varades avaient le même conseiller général. Le nombre de conseillers généraux était limité à 30 par département.

## Représentation

### Conseillers généraux de 1833 à 2015
| Période | Période       | Identité                                      | Étiquette     | Qualité |
| ------- | ------------- | --------------------------------------------- | ------------- | --- |
| 1833    | 1842          | Jacques Letort (1779-1847)                    |               | Juge de paux à Saint-Mars-la-Jaille                                                                                             |
| 1842    | 1874          | Baron Jules Armand Arnous-Rivière (1803-1882) |               | Ancien conseiller d'arrondissement à Ancenis Propriétaire à Varades et à Nantes                                                 |
| 1874    | 1884 (décès)  | Jules Denion du Pin (1827-1884)               |               | Propriétaire, administrateur des Messageries Maritimes, de la Société Marseillaise de Crédit et de la Banque Impériale Ottomane |
| 1884    | 1899 (décès), | Jules Athanase Gabory                         | Droite        | Médecin, maire de Varades, conseiller d'arrondissement                                                                          |
| 1899    | 1919          | Comte puis Marquis André de Robien            | Conservateur  | Maire de Varades |
| 1919    | 1934          | Paul Peltier                                  | Rad.ind.      | Médecin à Varades |
| 1934    | 1940          | Édouard Courlas                               | Conservateur  | Maire de Varades, conseiller d'arrondissement                                                                                   |
|         |               |                                               |               | |
| 1945    | 1961          | Jean d'Anthenaise (1914-1964)                 | PRL puis DVD  | Maire de La Chapelle-Saint-Sauveur (1945-1964)                                                                                  |
| 1961    | 1985          | Maurice Thareau                               | CD puis PS    | Paysan, syndicaliste Adjoint au Maire de Varades                                                                                |
| 1985    | 1992          | Jean-Pierre Baudouin                          | RPR           | |
| 1992    | 1996 (décès)  | Alexandre Gautier (1931-1996)                 | PS            | Agriculteur, maire de Varades (1983-1992)                                                                                       |
| 1996    | 2011          | Claude Bricaud                                | PS            | Agriculteur Maire de La Chapelle-Saint-Sauveur (2001-2014) Vice-Président du Conseil Général                                    |
| 2011    | 2015          | Claude Gautier                                | SE puis Cap21 | Agriculteur Ancien adjoint au Maire de Varades (2001-2008) Elu en 2015 dans le Canton d'Ancenis                                 |

### Conseillers d'arrondissement (de 1833 à 1940)
Le canton de Varades avait deux conseillers d'arrondissement.
Il appartenait à l'arrondissement d'Ancenis jusqu'à sa disparition en 1926, puis à l'arrondissement de Nantes.
| Période                                  | Période          | Identité                                          | Étiquette  | Qualité |
| ---------------------------------------- | ---------------- | ------------------------------------------------- | ---------- | --- |
| 1833                                     | 1848             | Julien Pergeline-Boré (1797-1874)                 |            | Négociant, marinier, propriétaire rentier, maire de Montrelais                                              |
| 1833                                     | 1839             | Jean Baptiste Pierre Arnaud-Morinière (1768-1849) |            | Propriétaire à Varades                                                                                      |
| 1839                                     | 1842             | Baron Jules Armand Arnous-Rivière                 |            | Propriétaire à Varades                                                                                      |
| 1842                                     | 1848             | Zoé Constant Manceau (1798-1882)                  |            | Notaire à Varades                                                                                           |
|                                          |                  |                                                   |            | |
|                                          | 1884 (démission) | Jules Athanase Gabory                             | Droite     | Médecin, maire de Varades                                                                                   |
|                                          |                  |                                                   |            | |
| 1895                                     | ?                | Charles-Émile Le Biez                             | Droite     | Médecin à Varades                                                                                           |
| 1895                                     | 1918 (décès)     | Aimery Lemercier de La Clémencière (1838-1918)    | Droite     | Propriétaire, maire de Varades, Président du Conseil d'arrondissement                                       |
|                                          | 1917 (décès)     | Eugène Ollion (1852-1917)                         |            | Officier de la marine marchande                                                                             |
|                                          |                  |                                                   |            | |
|                                          | 1899 (démission) | M. d'Anthenaise                                   |            | |
|                                          |                  |                                                   |            | |
| 1919                                     | 1924 (décès)     | Stanislas Sécher (1881-1924)                      |            | Cultivateur à La Boucherie, Varades                                                                         |
| 1919                                     | 1925             | Louis Malécot                                     |            | Docteur-médecin, maire du Fresne-sur-Loire                                                                  |
| 1925                                     | 1934             | Edouard Courlas                                   | Droite     | Pâtissier, maire de Varades                                                                                 |
| 1925                                     | 1940             | Pierre Bry                                        | Droite     | Cultivateur, maire de Belligné                                                                              |
| 1934                                     | 1940             | Jean Robert                                       | Droite PSF | Adjoint au maire de Varades                                                                                 |
| 1940                                     |                  |                                                   |            | Les conseils d'arrondissement ont été suspendus par la loi du 12 octobre 1940 et n'ont jamais été réactivés |
| Les données manquantes sont à compléter. |                  |                                                   |            | |

## Composition
Les données présentées sont issues des études de l'Insee.
| Nom                       | Code Insee | Intercommunalité     | Superficie (km2) | Population (dernière pop. légale) | Densité (hab./km2) |
| ------------------------- | ---------- | -------------------- | ---------------- | --------------------------------- | ------------------ |
| Varades (chef-lieu)       | 44213      | CC du Pays d'Ancenis | 45,82            | 3 605 (2013)                      | 79                 |
| Belligné                  | 44011      | CC du Pays d'Ancenis | 32,80            | 1 814 (2013)                      | 55                 |
| La Chapelle-Saint-Sauveur | 44034      | CC du Pays d'Ancenis | 18,70            | 804 (2013)                        | 43                 |
| Le Fresne-sur-Loire       | 44060      | CC du Pays d'Ancenis | 6,29             | 977 (2013)                        | 155                |
| Montrelais                | 44104      | CC du Pays d'Ancenis | 13,73            | 865 (2014)                        | 63                 |
| La Rouxière               | 44147      | CC du Pays d'Ancenis | 20,96            | 1 087 (2013)                      | 52                 |

## Démographie
| 1962  | 1968  | 1975  | 1982  | 1990  | 1999  | 2006  | 2011  | 2012  |
| ----- | ----- | ----- | ----- | ----- | ----- | ----- | ----- | ----- |
| 6 880 | 7 084 | 6 976 | 7 034 | 7 181 | 7 507 | 8 545 | 8 897 | 9 031 |